# Autobahnpolizei

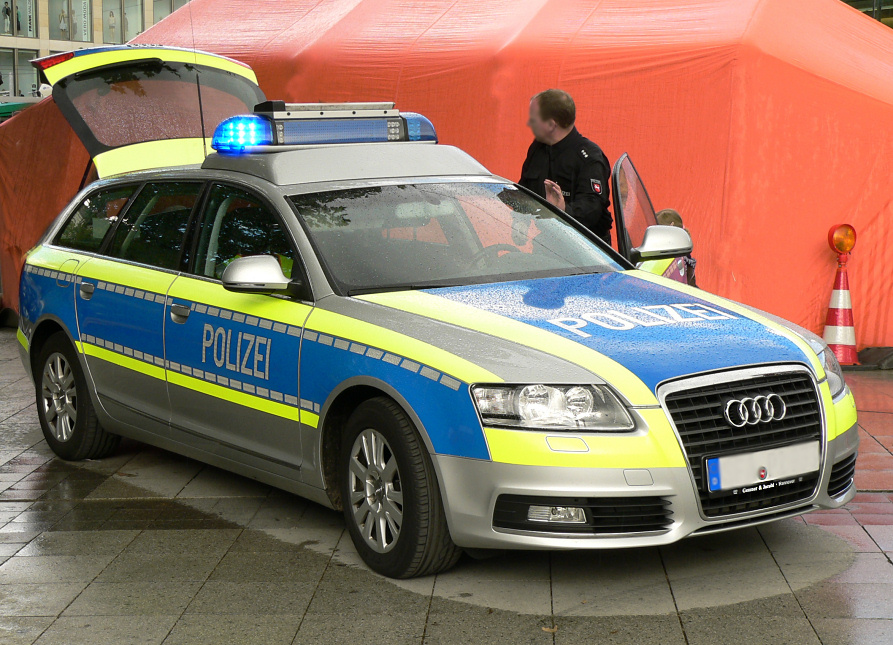
Automobile dellAutobahnpolizei (Bassa Sassonia)

Autobahnpolizei (Polizia stradale) è il termine tedesco con cui viene indicata la pattuglia autostradale. Il traffico intenso e gli incidenti per l'alta velocità richiesero la creazione di unità di polizia speciali incaricate del pattugliamento delle autostrade note come Autobahnen.

## Organizzazione
Sebbene le autostrade siano strade federali, l'Autobahnpolizei fa parte della polizia di Stato (Landespolizei in Germania). In Svizzera, la polizia di Stato (Kantonspolizei) è responsabile anche del pattugliamento autostradale.

## Nella cultura
Squadra Speciale Cobra 11 è una serie televisiva tedesca incentrata su una squadra di due uomini dell'Autobahnpolizei, ambientata prima a Berlino e poi nel Nord Reno-Westfalia.